# Gareth Marriott
Gareth Marriott (n. 14 iulie 1970, Mansfield, Anglia, Regatul Unit) este un canoist ce a reprezentat Regatul Unit al Marii Britanii și al Irlandei de Nord, medaliat olimpic. A participat la 2 ediții ale Jocurilor Olimpice (1992, 1996) în care a câștigat o medalie de argint.